# Assassinato de Mahatma Gandhi
O Assassinato de Mahatma Gandhi foi perpetrado em 30 de janeiro de 1948 no complexo da Casa Birla (agora Gandhi Smriti), uma grande mansão em Nova Deli. Seu assassino era Nathuram Godse, defensor do nacionalismo hindu, membro do partido político Hindu Mahasabha e ex-membro da organização de voluntários paramilitares nacionalistas hindus Rashtriya Swayamsevak Sangh (RSS). Godse considerava que Gandhi havia sido muito complacente com os muçulmanos durante a partição da Índia do ano anterior.
Algum momento depois das 17 horas, de acordo com as testemunhas, Gandhi havia alcançado o topo dos degraus que levavam ao gramado elevado atrás da Casa Birla, onde ele conduzia reuniões de oração de várias religiões todas as noites. Quando ele começou a caminhar em direção ao estrado, Godse saiu da multidão bloqueando o caminho de Gandhi e disparou três balas contra o peito e o abdome deste a queima-roupa. Gandhi caiu no chão. Ele foi levado de volta para seu quarto na Casa Birla, da qual um representante surgiu algum tempo depois para anunciar sua morte.
Godse foi capturado por membros da multidão e entregue à polícia. O julgamento pelo assassinato de Gandhi foi aberto em maio de 1948, no histórico Forte Vermelho de Deli, com ele, o principal acusado, e seu colaborador, Narayan Apte, e seis outros, como réus. O julgamento foi apressado, pressa às vezes atribuída ao desejo do ministro do interior Sardar Vallabhbhai Patel "de evitar o escrutínio pelo fracasso em impedir o assassinato". Godse e Apte foram condenados à morte em 8 de novembro de 1949. Eles foram enforcados na prisão de Ambala em 15 de novembro do mesmo ano.